# Allobates
Allobates is een geslacht van kikkers uit de familie Aromobatidae.
Het geslacht werd voor het eerst wetenschappelijk beschreven door Helmut en Elke Zimmermann in 1988. Er zijn 56 verschillende soorten en er worden regelmatig nieuwe soorten beschreven. Voorbeelden zijn Allobates caldwellae, Allobates pacaas en Allobates pacaas uit 2020. Alle soorten komen voor in delen van Zuid-Amerika.

## Soorten
Geslacht Allobates
- Soort Allobates algorei Barrio-Amorós & Santos, 2009
- Soort Allobates amissibilis  Kok, Hölting & Ernst, 2013
- Soort Allobates bacurau Simões, 2016
- Soort Allobates bromelicola (Test, 1956)
- Soort Allobates brunneus (Cope, 1887)
- Soort Allobates caeruleodactylus (Lima & Caldwell, 2001)
- Soort Allobates caldwellae Lima, Ferrão & Silva, 2020
- Soort Allobates carajas Simões, Rojas & Lima, 2019
- Soort Allobates caribe (Barrio-Amorós, Rivas-Fuenmayor & Kaiser, 2006)
- Soort Allobates chalcopis (Kaiser, Coloma & Gray, 1994)
- Soort Allobates conspicuus (Morales, 2002)
- Soort Allobates crombiei Morales, 2002)
- Soort Allobates femoralis (Boulenger, 1884)
- Soort Allobates flaviventris Melo-Sampaio, Souza & Peloso, 2013
- Soort Allobates fratisenescus (Morales, 2002)
- Soort Allobates fuscellus (Morales, 2002)
- Soort Allobates gasconi (Morales, 2002)
- Soort Allobates goianus (Bokermann, 1975)
- Soort Allobates granti (Kok, MacCulloch, Gaucher, Poelman, Bourne, Lathrop & Lenglet, 2006)
- Soort Allobates grillisimilis Simões, Sturaro, Peloso & Lima, 2013
- Soort Allobates hodli Simões, Lima & Farias, 2010
- Soort Allobates humilis (Rivero, 1980)
- Soort Allobates ignotus Anganoy-Criollo, 2012
- Soort Allobates insperatus (Morales, 2002)
- Soort Allobates juami Simões, Gagliardi-Urrutia, Rojas-Runjaic & Castroviejo-Fisher, 2018
- Soort Allobates juanii (Morales, 1994)
- Soort Allobates kingsburyi (Boulenger, 1918)
- Soort Allobates magnussoni Lima, Simões & Kaefer, 2014
- Soort Allobates mandelorum (Schmidt, 1932)
- Soort Allobates marchesianus (Melin, 1941)
- Soort Allobates masniger (Morales, 2002)
- Soort Allobates mcdiarmidi (Reynolds & Foster, 1992)
- Soort Allobates melanolaemus (Grant & Rodriguez, 2001)
- Soort Allobates myersi (Pyburn, 1981)
- Soort Allobates nidicola (Caldwell & Lima, 2003)
- Soort Allobates niputidea Grant, Acosta-Galvis & Rada, 2007
- Soort Allobates nunciatus Moraes, Pavan & Lima, 2019
- Soort Allobates olfersioides (Lutz, 1925)
- Soort Allobates ornatus (Morales, 2002)
- Soort Allobates pacaas Melo-Sampaio, Prates, Peloso, Recoder, Vechio, Marques-Souza & Rodrigues, 2020
- Soort Allobates paleovarzensis Lima, Caldwell, Biavati & Montanarin, 2010
- Soort Allobates peruvianus (Melin, 1941)
- Soort Allobates pittieri (La Marca, Manzanilla & Mijares-Urrutia, 2004)
- Soort Allobates ranoides (Boulenger, 1918)
- Soort Allobates sanmartini (Rivero, Langone & Prigioni, 1986)
- Soort Allobates subfolionidificans (Lima, Sanchez & Souza, 2007)
- Soort Allobates sumtuosus (Morales, 2002)
- Soort Allobates talamancae (Cope, 1875)
- Soort Allobates tapajos Lima, Simões & Kaefer, 2015
- Soort Allobates tinae Melo-Sampaio, Oliveira & Prates, 2018
- Soort Allobates trilineatus (Boulenger, 1884)
- Soort Allobates undulatus (Myers & Donnelly, 2001)
- Soort Allobates vanzolinius (Morales, 2002)
- Soort Allobates velocicantus Souza, Ferrão, Hanken & Lima, 2020
- Soort Allobates wayuu (Acosta-Galvis, Cuentas & Coloma, 1999)
- Soort Allobates zaparo (Silverstone, 1976)